# 白鰭鬚蟾鰧
白鰭鬚蟾鰧為輻鰭魚綱鱸形目南極魚亞目阿氏龍鰧科的其中一種，分布於南冰洋羅斯海海域，棲息深度1565-1674公尺，體長可達3.8公分，為深海底棲性魚類，屬肉食性，生活習性不明。

## 擴展閱讀
維基物種上的相關：白鰭鬚蟾鰧